# Nina Young
Nina Young (Perth, 1966) es una actriz australiana.

## Biografía
Nina Young es hija del empresario, Peter Young, y Tania Verstak, que es de origen ruso y que fue Miss Australia en 1961 y Miss International en 1962.
Young ha aparecido en películas como Harry Potter y la piedra filosofal, en la cual hizo el papel de la dama gris, uno de los fantasmas de Hogwarts, y Johnny English, en la cual hizo el papel de la secretaria de Pegasus. Young también tiene una parte en la que no habla en el re-make de 2010 Furia de titanes, haciendo el papel de la diosa griega Hera. También apareció como Alison en la segunda temporada de la serie Joking Apart. También fue una habitual en la temporada tres de la serie The Demon Headmaster en 1998, haciendo el papel de profesora Rowe.

## Filmografía
| Año  | Título                                         | Rol                   |
| ---- | ---------------------------------------------- | --------------------- |
| 1994 | Bach & Variations                              | Julia                 |
| 1995 | England, My England                            | Frances Purcell       |
| 1997 | El mañana nunca muere                          | Tamara Steel          |
| 1997 | Sliding Doors                                  | Claudia               |
| 2001 | Harry Potter y la piedra filosofal             | La dama gris          |
| 2002 | Warrior Angels                                 | Rachel                |
| 2003 | Johnny English                                 | Secretaria de Pegasus |
| 2005 | Mistress of Spices                             | Madre de Doug         |
| 2010 | Furia de titanes                               | Hera                  |
| 2012 | Payback Season                                 | Sandra                |
| 2013 | The Magnificent Eleven                         | Empresaria americana  |
| 2013 | The Magnificent Eleven                         | Empresaria americana  |
| 2014 | New Tricks                                     | Nicole Hunter         |
| 2015 | Holby City                                     | Elisabeth Tressler    |
| 2015 | Molly Moon y el increíble libro del hipnotismo | Periodista 1          |
| 2016 | Berlin Station                                 | Katherine             |
| 2016 | Berlin Station                                 | Katherine             |
| 2018 | The Royals                                     | Madre de Wilhelmina   |